# Charles Domery
Charles Domery (cca. 1778 — după 1800), născut Karol Domerz, a fost un soldat polonez, devenit cunoscut pentru apetitul său neobișnuit de mare. Și-a făcut serviciul militar în Armata Prusacă în timpul Războiului primei coaliții, până când a dezertat în favoarea Armatei Revoluționare Franceze, datorită faptului că aceștia i-au oferit mai multă mâncare. Deși era sănătos, avea o foame nemaipomenită și mânca orice aliment comestibil. Când trăia lângă Paris, s-a înregistrat că a mâncat 174 de pisici într-un an și, deși nu-i plăceau plantele, putea să mănânce până la 2,3 kg de iarbă dacă nu găsea altă mâncare. Fiind marinar pe fregata franceză Hoche, a încercat să mănânce piciorul unui alt marinar, rănit de focul unui tun, dar a fost oprit de restul colegilor de bord.
În februarie 1799, Hoche a fost capturată de forțele armate britanice, iar membrii echipajul a fost întemnițați la Liverpool. Domery a șocat temnicerii britanici cu apetitul său vorace și nu se sătura nici din porțiile înzecite care i se ofereau. Mereu înfometat, a mâncat pisica închisorii, cel puțin 20 de șobolani care pătrundeau în celula sa și lumânările din toată închisoarea. Cazul său a atras atenția membrilor Comisiei pentru semenii bolnavi și răniți, care i-au testat capacitatea de a mânca. Astfel, el a mâncat într-o zi 7 kg de carne de vită și lumânări din seu și a băut patru sticle de bere porter, toate acestea fără a defeca, a urina sau a vomita.

## Aspect și comportament
Charles Domery (cunoscut și ca Charles Domerz) s-a născut în Benche, Polonia, în jurul anului 1778. Domery avea un apetit ridicat de la vârsta de 13 ani. Avea 8 frați, care, după cum spunea el însuși, sufereau de aceeași boală. Domery își amintește că tatăl său era și el pofticios — carnea o mânca fiartă pe jumătate — dar nu poate spune în ce cantități. Unica maladie prin care Domery a trecut a fost o epidemie de variolă, în urma căreia toți membrii familiei au supraviețuit.
În ciuda dietei sale neobișnuite și a comportamentului său la vederea mâncării, medicii l-au descris pe Domery ca fiind de o constituție fizică normală și relativ înalt (191 cm). Avea păr șaten lung și ochi cenușii, piele netedă și chip plăcut. Medicii care l-au studiat nu au găsit nici urmă de boli mintale, Domery având un coeficient de inteligență normal pentru perioada respectivă, deși era analfabet. Medicii au mai observat că Domery nu obișnuiește să vomite, decât în unele cazuri în care era hrănit cu cantități mari de carne friptă sau fiartă. Nu prezenta semne de boală, ochii îi erau strălucitori, iar limba era curată. Avea pulsul în jur de 84 bătăi pe minut, temperatura corpului era normală. Avea o musculatură normală, ceva mai slabă decât la camarazii săi, iar în armată mărșăluia 14 leghe (aproximativ 25 mile sau 42 km) pe zi fără a prezenta semne de slăbiciune.
Într-un an, [Domery] a devorat 174 de pisici (întregi, nu numai pielea), vii sau moarte; zicea că avea ades conflicte de interese în timp ce le distrugea, dovadă servind rănile de pe față și de pe mâini: uneori le ucidea înainte de a le mânca, dar dacă era foarte flămând, nu le mai făcea această favoare.
S-a observat că, imediat după culcare, în jur de ora 20:00, Domery începea să transpire puternic. După o oră sau două în care stătea treaz transpirând încontinuu, dormea până la 1:00 dimineața, când se trezea extrem de flămând, indiferent ce și cât a mâncat înainte de culcare. La acest moment, mânca orice putea găsi, iar dacă nu găsea nimic, fuma tabac. Către ora 2:00, se culca din nou și se trezea iarăși între 5:00 și 6:00 dimineața, transpirând profund; înceta să mai transpire când se ridica din pat și relua atunci când își lua dejunul.

## Serviciu militar
La 13 ani Domery a fost înrolat în Armata Prusacă, în rândurile diviziilor responsabile de asediul orașului Thionville, în toiul Războiului primei coaliții. Armata se confrunta cu o insuficiență de alimente pe care Domery o găsea intolerabilă, astfel încât acesta a dezertat în favoarea francezilor: a intrat în oraș și a cedat în fața comandantului francez, care l-a remunerat cu un pepene verde mare, pe care Domery l-a mâncat îndată, cu tot cu coajă. A mai fost servit cu o varietate de alte bucate, pe care la fel le-a mâncat foarte repede.
Domery s-a înscris mai apoi în cadrul Armatei Revoluționare Franceze și, în scurt timp, și-a șocat colegii de cazarmă prin comportamentul său neobișnuit în timpul alimentării și prin apetitul său vorace. I se acordau porții duble, iar când avea posibilitatea, își cumpăra mâncare din banii proprii. Cu toate acestea, nu-și putea potoli foamea; în timp ce era cazat într-o bază militară din apropierea Parisului, a mâncat 174 de pisici într-un an, lăsând numai oasele și pieile, iar dacă nu găsea nimic de mâncare, era în stare să digere până la 2,3 kg de iarbă pe zi.

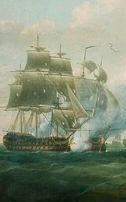
Hoche, corabia capturată de englezi pe care se afla Domery

Charles prefera carnea crudă în favoarea celei preparate; deși preferatul lui era ficatul crud de vită, putea să mănânce orice fel de carne. În timpul serviciului pe fregata franceză Hoche, în timpul unei conflagrații, un marinar și-a pierdut piciorul fiind rănit de muniția unui tun, iar Domery s-a aruncat imediat spre membrul desprins de corp și a început să înfulece din el, până când alt marinar i l-a smuls din mână și l-a aruncat în apa mării.

## Capturarea
În octombrie 1798, o escadrilă a Marinei Regale Britanice condusă de Sir John Borlase Warren a atacat și a capturat fregata Hoche lângă țărmul Irlandei, întemnițând membrii echipajului, printre care și Domery, într-o închisoare lângă Liverpool. Temnicerii britanici s-au arătat uimiți de apetitul lui Domery și au decis să i se dea porții duble. Acestea s-au dovedit a fi insuficiente, așa că porțiile au fost mărite de câteva ori până când, într-un final, Domery a ajuns să fie hrănit cu porții de zece ori mai mari decât ale restului deținuților. În acea perioadă, cheltuielile pentru alimentele prizonierilor de război erau suportate de țara pentru care luptaseră. Porția zilnică de mâncare pentru un prizonier de război francez consta din 740 g de pâine, 230 g de legume, 57 g de unt și 170 g de brânză.
În ciuda măsurilor luate, Domery continua să se plângă că îi este foame, astfel încât a mâncat pisica închisorii și cel puțin 20 de șobolani care au intrat în celula sa. De asemenea, mânca medicamentele destinate altor prizonieri (pe care aceștia refuzau să le administreze), aparent fără a prezenta careva efecte adverse. S-a mai remarcat că fura sistematic lumânările din închisoare și, dacă ducea lipsă de bere, bea din apa destinată spălării vaselor. (În perioada respectivă, din cauza distrugerilor cauzate de război, inclusiv în sistemele sanitare, răspândirea infecțiilor prin apă era foarte probabilă, astfel încât consumarea apei naturale era descurajată. Soldaților li se furnizau băuturi slab alcoolice și băuturi preparate din apă fiartă.)

## Subiect al experimentelor
Aviditatea cu care se năpustește asupra bucatelor când stomacul încă nu e plin amintește de voracitatea unui lup flămând, sfâșiindu-și prada în bucăți și înghițind-o cu o lăcomie sălbatică. Când gâtul i se usucă de efort, și-l unge savurând printre dinți ceara de pe fitilul lumânării, din trei înghițituri, după care strânge ața în ghem și o trimite în aceeași direcție fără a o mai mesteca. Când nu are de ales, consumă cantități imense de cartofi și nap; dar dacă are de ales nu-l vezi atingându-se de pâine sau legume.
Conducătorul închisorii a raportat cazul lui Domery către „Comisia pentru îngrijirea semenilor bolnavi sau răniți și pentru îngrijirea și tratamentul prizonierilor de război”, instituția însărcinată cu prestarea de servicii medicale în cadrul Marinei Regale și cu supravegherea stării sănătății prizonierilor de război. Dr J. Johnston, unul din membrii comisiei, și Dr Cochrane, membru al Școlii de Medicină a Universității din Edinburgh, au purtat diferite experimente pentru a testa capacitatea de mâncare și toleranța față de alimente neobișnuite. La orele 4:00 dimineața, Domery era trezit și servit cu 1.8 kg de uger de vacă, pe care îl mânca fără ezitare. La 9:30 i se servea și mânca 2,3 kg de carne crudă de vită, 12 lumânări mari din seu cu greutatea totală de 453 g și o halbă de bere porter. La 13:00 era servit cu încă 2,3 kg de carne de vită, 12 lumânări și trei halbe de bere. Domery a mâncat tot ce i s-a oferit, fără a defeca, urina sau vomita  în acest interval de timp; pulsul își păstra ritmul mediu și nu se observau schimbări în temperatura pielii. La plecare, Domery a fost descris ca „un băiat de companie”: dansa, fuma din pipă și înghițea altă halbă de bere.
Pricina apetitului excesiv al lui Domery nu este cunoscută. Deși în acele timpuri au mai fost înregistrate cazuri asemănătoare, niciun subiect, în afară de contemporanul lui, Tarrare, nu a fost supus autopsiei, iar medicina modernă nu atestă niciun caz într-atât de grav ca cel al lui Domery. Un apetit ridicat și pierderea rapidă în greutate poate fi rezultatul hipertiroidismului; Bondeson (2006) presupune că Domery ar fi avut o amigdală bolnavă sau hipotalamus ventromedial defectat, întrucât acestea sunt simptomele care induc polifagia la animale.
Nu se cunoaște ce s-a întâmplat mai departe cu Charles Domery, și nici cu restul captivilor de pe Hoche după eliberare. Nu se știe dacă au rămas în Liverpool sau s-au întors în Franța ori Polonia. Cazul a atras pentru scurt timp atenția publicului în 1852, când Charles Dickens a scris despre el următoarele:
„Deci, în opinia mea, dacă un bărbat ca acesta va cina pe scena Drury Lane, va schița mai reușit portretul unui tragedian, care mestecă vorbe neesențiale în loc de o masă pe cinste.”